# Lynn Williams (lekkoatletka)
Lynn Williams (z domu Kanuka, ur. 11 lipca 1960 w Reginie) – kanadyjska lekkoatletka, specjalizująca się w biegach długodystansowych, dwukrotna uczestniczka igrzysk olimpijskich w latach 1984 i 1988, brązowa medalistka olimpijska z 1984 r. z Los Angeles, w biegu na 3000 metrów. Sukcesy odnosiła również w biegach przełajowych.

## Finały olimpijskie
- 1984 – Los Angeles, bieg na 3000 metrów – brązowy medal
- 1988 – Seul, bieg na 1500 metrów – 5. miejsce
- 1988 – Seul, bieg na 3000 metrów – 8. miejsce

## Inne osiągnięcia
- mistrzyni Kanady w biegu na 1500 m – 1988
- mistrzyni Kanady w biegu na 3000 m – 1983, 1984, 1986, 1987[1]
- 1983 – Edmonton, uniwersjada – brązowy medal w biegu na 3000 m
- 1983 – Helsinki, mistrzostwa świata – 10. miejsce w biegu na 3000 m
- 1986 – Edynburg, Igrzyska Wspólnoty Narodów – dwa medale, złoty w biegu na 3000 m oraz brązowy w biegu na 1500 m
- 1987 – Rzym, mistrzostwa świata – 9. miejsce w biegu na 3000 m
- 1989 – Stavanger, mistrzostwa świata w biegach przełajowych – brązowy medal (indywidualnie)

## Rekordy życiowe
- bieg na 1500 metrów – 4:00,27 – Bruksela 30/08/1985 do 2019 rekord Kanady
- bieg na 3000 metrów – 8:47,43 – Rzym 29/08/1987
- bieg na 5000 metrów – 15:01,30 – Sztokholm 03/07/1989
- bieg na milę (hala) – 4:27,77 – Los Angeles 17/01/1986